# Partisanenlazarett Jelendol
Koordinaten: 45° 42′ 22″ N, 15° 2′ 2″ O

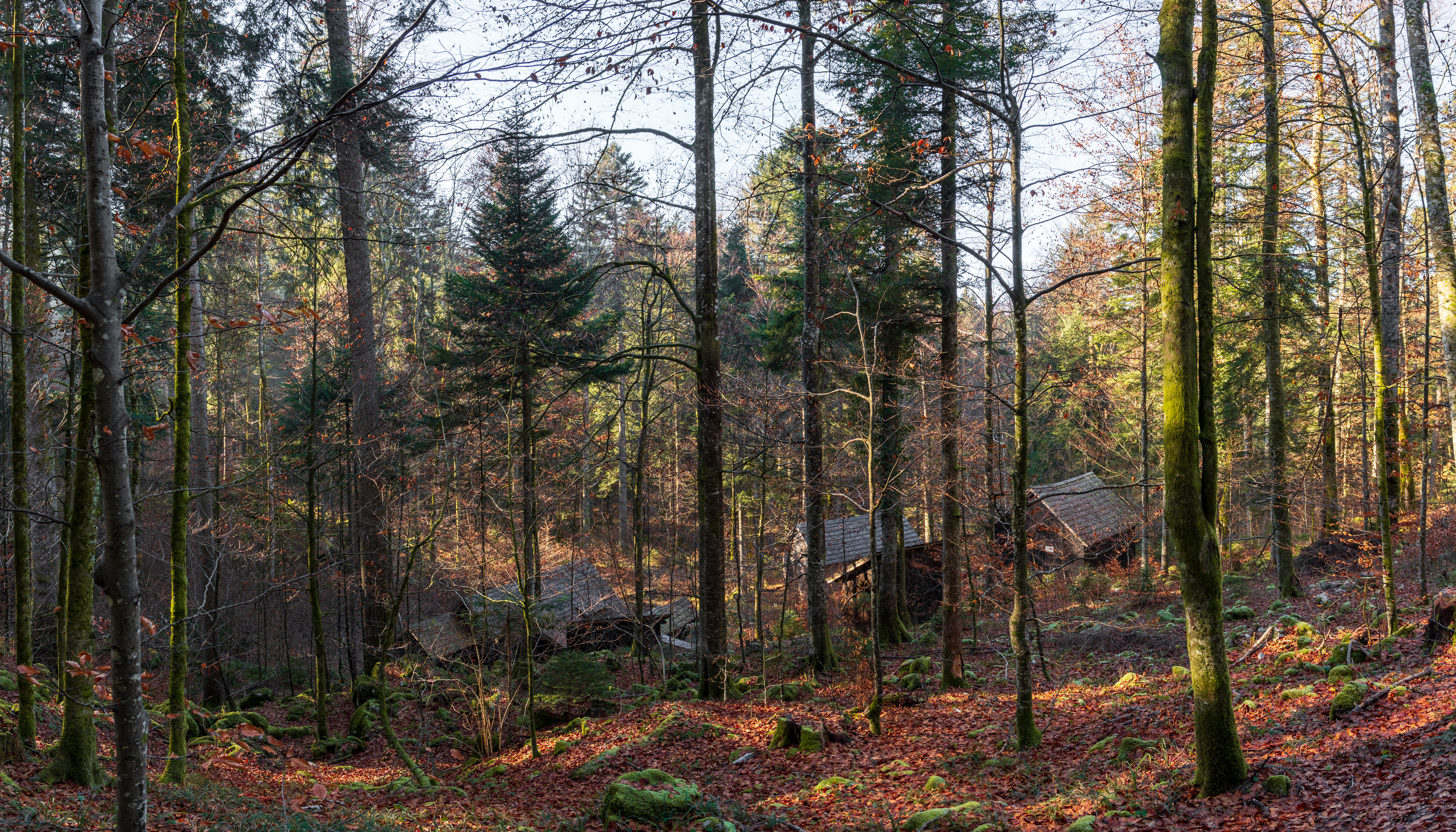
Baracken des Partisanenlazaretts Jelendol

Das Partisanenlazarett Jelendol (slowenisch: Partizanska bolnišnica Jelendol) war während des Zweiten Weltkriegs ein geheimes Partisanenkrankenhaus auf dem heutigen Gebiet der Siedlung Podstenice im Hornwald, Gemeinde Dolenjske Toplice in Slowenien. Es war Teil des Slowenischen Zentralen Partisanenkrankenhauses und diente von 1943 bis zum Kriegsende 1945 der Versorgung von verwundeten jugoslawischen Partisanen. Die restaurierten Bauten sind zu besichtigen.

## Geschichte
Als Standort des Lazaretts wurde eine tiefe, dicht bewachsene Karstsenke in der Nähe des Hauptquartiers der slowenischen Befreiungsfront (Basis 20) ausgewählt. Der Bau der ersten Gebäude begann im Frühjahr 1943. Die ersten 22 Verwundeten wurden am 6. Mai 1943 in das Lazarett eingeliefert. Bis Kriegsende wurden dort 330 Verwundete und Kranke behandelt, von denen 21 starben. Bis zum Herbst 1944 wurde das Krankenhaus erweitert, so dass der Komplex schließlich aus 10 Holzgebäuden bestand, die noch heute erhalten sind.

## Beschreibung
In der Mitte der Karstsenke steht das größte Gebäude, eine Verwundetenbaracke, daneben die Küche, und neben diesen beiden Baracken gibt es auch Lagerhallen, Betriebsbaracken und Unterkünfte sowie ein Hauptquartiergebäude. Zusätzlich zu diesen Einrichtungen umfasst der Komplex auch Toiletten, eine Feuerstelle mit Brotbackofen und Wassertanks.
Am Grund des Karstsenke befindet sich eine Grabstätte für 53 verstorbene Partisanen, umgeben von einer niedrigen Mauer in Form eines Sechsecks. In den Gräbern liegen tote Partisanen des Jelendol-Lazaretts und des nahegelegenen, kleineren Jelenbreg-Lazaretts.
Im Jahr 1996 wurde das Partisanenlazarett Jelendol zum Kulturdenkmal erklärt. Heute wird die Anlage vom Museum der Unterkrain in Novo mesto verwaltet.